# World Scenic Flights
World Scenic Flights ist ein Kurzfilm des Film- und Stuntteams HeliGraphix, der spektakuläre 3D-Kunstflüge eines RC-Modellhubschraubers vor diversen Wahrzeichen der Welt arrangiert. Insgesamt thematisiert der Film 33 Schauplätze in 29 Ländern. Die World Scenic Flights erhielten 2009 auf dem SILA FEST Filmfestival in Serbien den „Blue Danube“-Filmpreis und 2010 den „Bronze Palm Award“ des MEXICO INTERNATIONAL FILM FESTIVALS.

## Handlung
Der Film „World Scenic Flights“ verfügt über keine Filmhandlung im konventionellen Sinne, sondern definiert sich durch auf den Hintergrund abgestimmte Kunstflugmanöver mit einem RC-Modellhubschrauber an Örtlichkeiten mit hohem Wiedererkennungswert, die eine kulturelle, nationale, bauwerkliche, geschichtliche oder landschaftliche Bedeutung haben. Die Flugmanöver alleine bringen bereits einen hohen ästhetischen Aspekt mit sich, die mit den filmischen Hintergrundobjekten und Szenerien in Korrespondenz gebracht wurden. Dabei war es den Filmemachern wichtig, keiner der beiden Bildkomponenten eine Übergewichtung beizumessen, sondern die Flugmanöver nur so weit zur Geltung zu bringen, dass trotzdem noch bewusst auch der Hintergrund wahrgenommen wird.

## Kritiken

### Presse

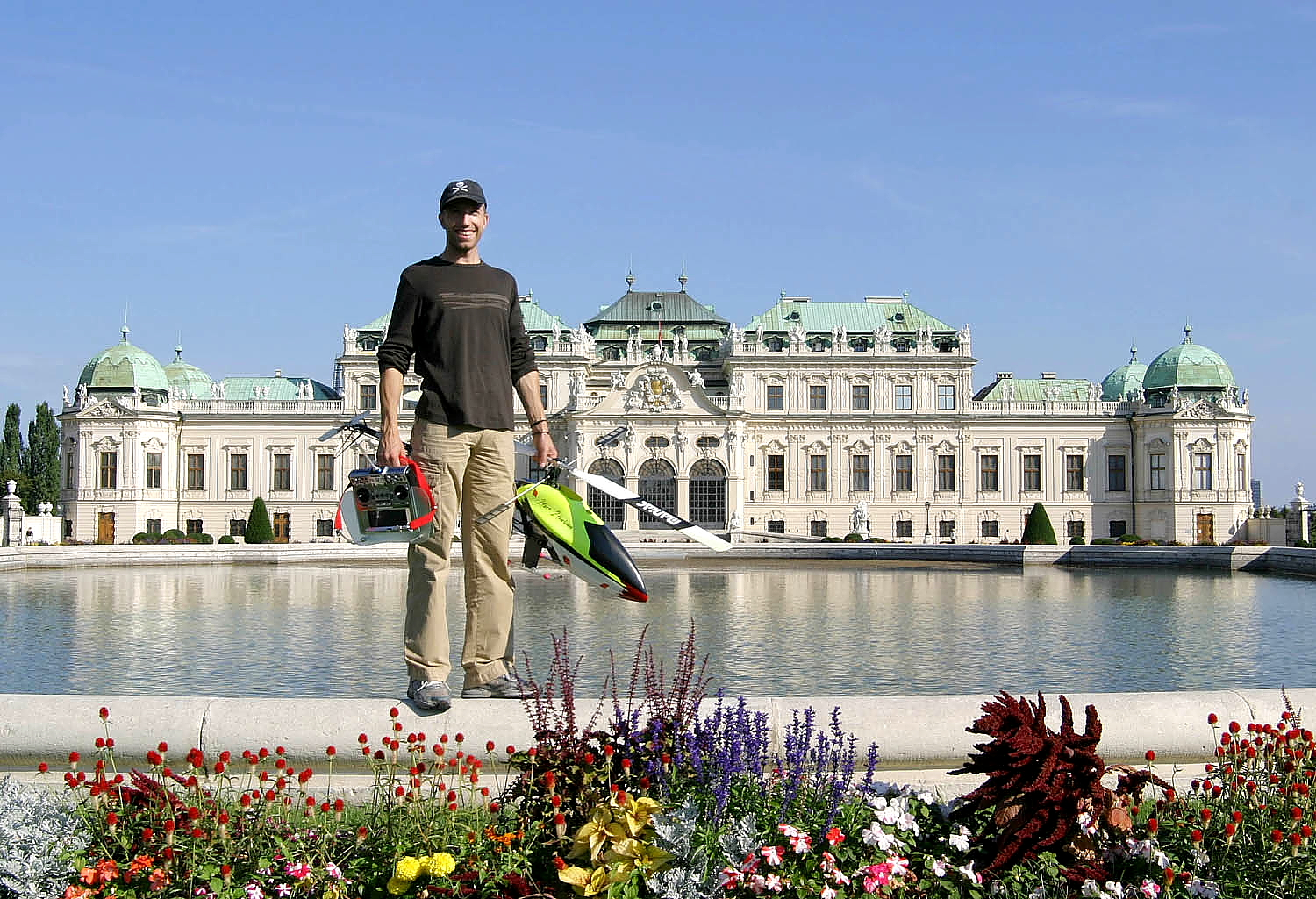
Regisseur Tobias U. Wagner mit seinem Filmhubschrauber am Drehort Schloss Belvedere in Wien

„Ein weiteres Highlight unbestritten die bereits erwähnten und Gänsehaut erzeugenden "World Scenic Flights"“

„Ein konkurrenzloser Kurzfilm“

„World-Scenic-Flights, das weltweit wohl größte Projekt in der Geschichte des Modellflugs“

„Gigantisch und wagemutig, das weltweit wohl größte Projekt in der Geschichte des Flugmodellsports“

„Was braucht es, um solche Abenteuer bestehen zu können? Vielleicht liegt die Antwort schon im Titel der ersten großen HeliGraphix DVD-Produktion von 2006: „Remote Madness“ – ein Hauch von Wahnsinn…“

## Produktion

### Stoffentwicklung
Tobias U. Wagner fliegt seit Jahren Modellhubschrauber und ist in der Szene für die Durchführung ausgefallener Flugaufgaben (insbesondere Rekordversuche) und die Beschreibung und Weiterentwicklung von 3D-Flugmanövern bekannt geworden. In diesem Genre werden mittlerweile sogar Deutsche und Internationale Meisterschaften ausgetragen.
Wagner ist aufgrund seines Knowhows rund um die Materie Modellhubschrauber auch regelmäßig Autor von Fachartikeln in einschlägiger Fachpresse und teilt dort seine Flugerfahrungen dem Leser mit.
Das Können und Austesten der fliegerischen Grenzbereiche rund um diese waghalsigen Flugmanöver führte schon früh dazu, dass Wagner dazu überging, Luftaufnahmen zu machen und Stunts mit den Hubschraubern zu fliegen und diese als Filmclip zu publizieren – er gründete dazu zusammen mit Heinrich Wagner das Film- und Stuntteam HeliGraphix. Auf dieser Basis brachte HeliGraphix seit 2003 etwa 80 dieser Stuntclips auf der eigenen Internetpräsenz oder in einschlägigen Internet-Videoportalen wie YouTube heraus, die in der Modellflugszene viel Beachtung fanden und über die in der Fachpresse regelmäßig berichtet wurde. Zudem sind HeliGraphix Rekordhalter und Flugpioniere für ausgefallene oder noch nie zuvor geglückte Flugmanöver und Stunts mit dem Modellhubschrauber.
Eine zusätzliche Sammlung solcher Filmclips von Stunts und Rekordversuchen wurde schließlich auch im Rahmen von zwei Direct-to-DVD-Veröffentlichungen herausgebracht.

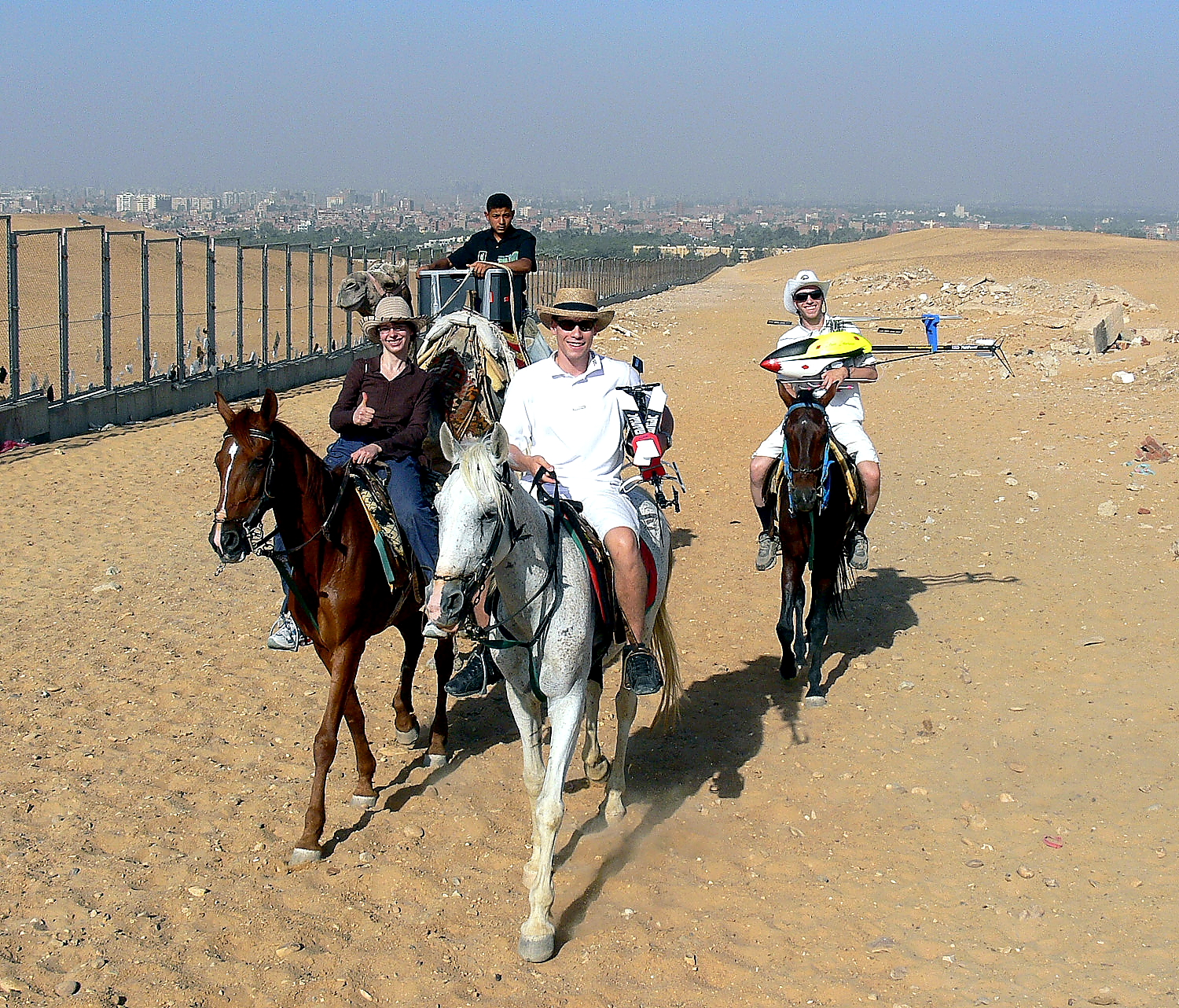
HeliGraphix auf dem Weg zum Drehort in Gizeh. Hier werden die logistischen Umstände des Filmprojektes ansatzweise deutlich

Die Grundidee zum Film "World Scenic Flights" kam Tobias U. Wagner und Saskia D. Oehmichen, die sich später für die Kameraarbeit zur Verfügung stellte, im Jahr 2005 während eines Neuseelandaufenthaltes zum Zwecke von Modellhubschraubervorführungen, bei der ein weiteres Filmprojekt, die "New Zealand Scenic Flights" entstand. Bereits hier wurden Flugmanöver vor neuseeländischen Wahrzeichen und Sehenswürdigkeiten in Szene gesetzt und filmisch festgehalten. Inspiriert durch weitere Reisen mit dem Modellhubschrauber reifte die Idee bei den Filmemachern dann schließlich so weit heran, so dass man sich 2007 dazu entschloss, die bislang einzelnen Reisen und Filmclips weltweit auszudehnen und im Rahmen der "World Scenic Flights" systematisch bestimmte Örtlichkeiten in der Welt aufzusuchen, um dort Filmaufnahmen mit dem Hubschrauber vor berühmten Kulissen zu machen.
Das Filmteam war sich dabei bewusst, dass Modellhelikopterflüge in vielen Ländern problematisch sind, zumal aus Angst vor Luftspionage oder Terroranschlägen oft strenge Auflagen bezüglich des Luftraumes gelten.
HeliGraphix hatte dies aus langjähriger internationaler Erfahrung heraus jedoch als zu bewältigende Herausforderung angesehen.

### Hauptproduktion
Da die Verantwortlichen das Filmprojekt bewusst nicht-kommerziell angelegt hatten, musste es zunächst einmal gegenfinanziert werden. Nachdem die Finanzierung durch einen erheblichen Eigenanteil sowie ein paar Sponsorengelder aus der Modellflugbranche gesichert schien, wurde die Realisierung des Filmprojektes beschlossen und mit der Planung und Umsetzung begonnen.
Für die Hauptthemenbereiche der Dreharbeiten benötigte das Filmteam etwa ein Jahr, weitere Themen schlossen sich an und wurden ergänzend abgedreht.
Insgesamt wurde auf rund 30 Langstreckenflügen eine Reisedistanz von 150.000 km zurückgelegt, um die vielen Drehorte zu erreichen.
Das Projekt wurde dabei an nachfolgenden Örtlichkeiten gedreht:
| Land                   | Stadt/Provinz/Örtlichkeit     | Sehenswürdigkeit                           |
| Portugal               | Lissabon                      | Padrão dos Descobrimentos                  |
| Brasilien              | Rio de Janeiro                | Zuckerhut-Felsen                           |
| Australien             | Uluṟu-Kata-Tjuṯa-Nationalpark | Ayers Rock                                 |
| Vereinigte Staaten     | Honolulu (Hawaii)             | Waikīkī Beach                              |
| Ägypten                | Kairo                         | Pyramiden von Gizeh                        |
| Kanada                 | Niagara Falls                 | Niagarafälle (Hufeisenfälle)               |
| Mexiko                 | Teotihuacan                   | Sonnenpyramide von Teotihuacán             |
| Nepal                  | Pokhara                       | Machapucharé                               |
| Südkorea               | Seoul                         | N Seoul Tower und Hangang Fluss            |
| Norwegen               | Trondheim                     | Fjord bei Trondheim                        |
| Thailand               | Ayutthaya                     | Wat Chai Watthanaram                       |
| Deutschland            | Schwangau                     | Schloss Neuschwanstein                     |
| Malaysia               | Kuala Lumpur                  | Petronas Twin Towers                       |
| Indonesien             | Riau Kepulauan                | Insel Batam                                |
| Vereinigte Staaten     | Arizona                       | Grand Canyon                               |
| Australien             | Sydney                        | Sydney Opera House und Hafenbrücke         |
| Volksrepublik China    | Badaling                      | Chinesische Mauer                          |
| Österreich             | Wien                          | Schloss Belvedere                          |
| Belgien                | Brüssel                       | Atomium                                    |
| Indien                 | Agra                          | Taj Mahal                                  |
| Schweiz                | bei Zermatt                   | Matterhorn                                 |
| Vereinigtes Königreich | bei Amesbury                  | Stonehenge                                 |
| Russland               | Sankt Petersburg              | Blutskirche                                |
| Panama                 | Gamboa                        | Panamakanal (Gaillard´s Cut)               |
| Luxemburg              | Luxemburg (Stadt)             | Gëlle Fra                                  |
| Chile                  | Santiago de Chile             | Stadtpanorama                              |
| Schweden               | Kalmar                        | Schloss Kalmar                             |
| Finnland               | Helsinki                      | Dom von Helsinki am Senatsplatz (Helsinki) |
| Deutschland            | Vilshofen                     | Stadtpanorama mit Donau                    |
| Indien                 | Jaipur                        | Jal Mahal (Water Palace)                   |
| Singapur               | Sentosa                       | Merlion                                    |
| Frankreich             | Paris                         | Eiffelturm                                 |
| Senegal                | bei Dakar                     | Retba-See                                  |

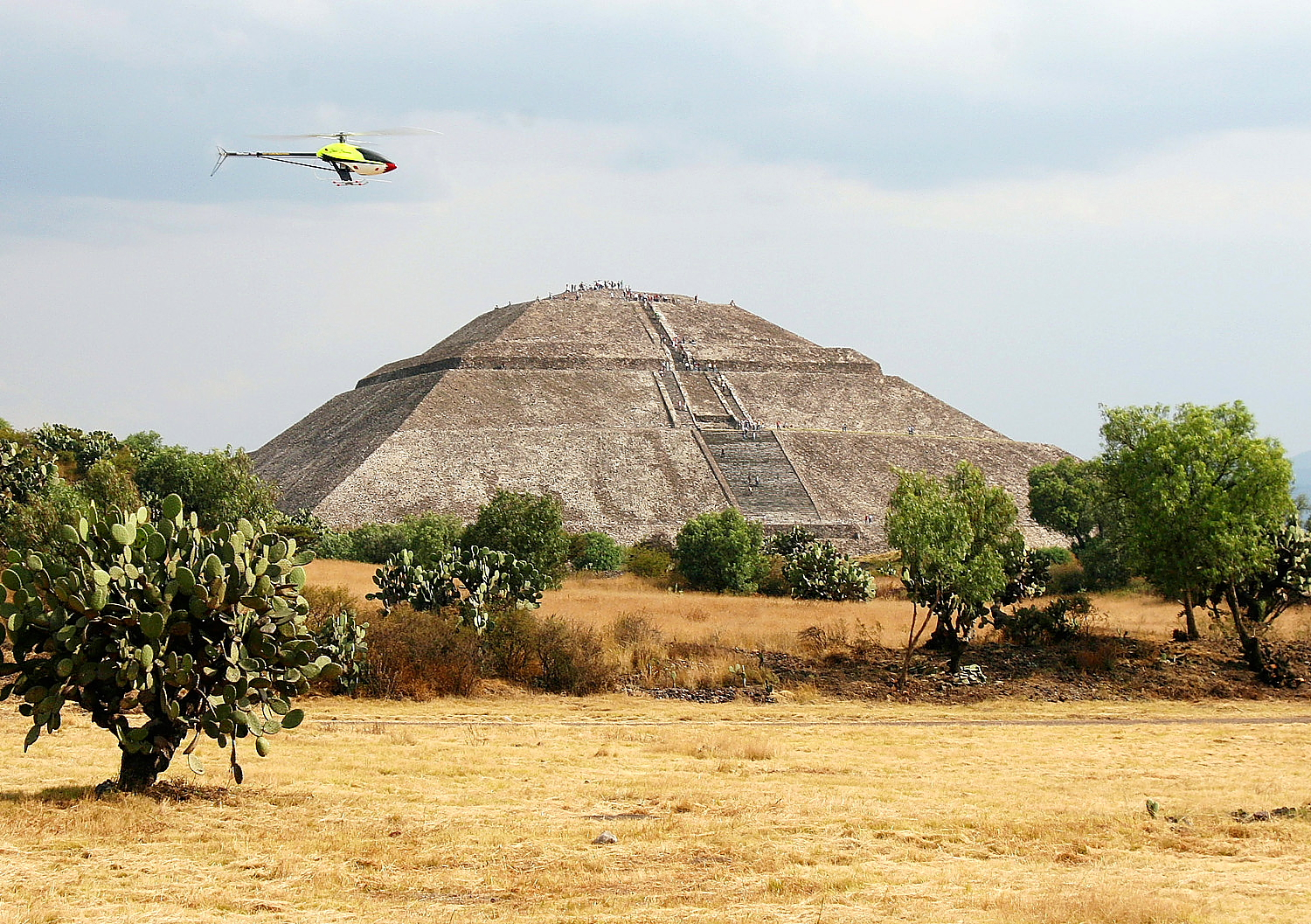
Der Henseleit Three Dee MP-XL-E Helikopter vor der mexikanischen Sonnenpyramide von Teotihuacán

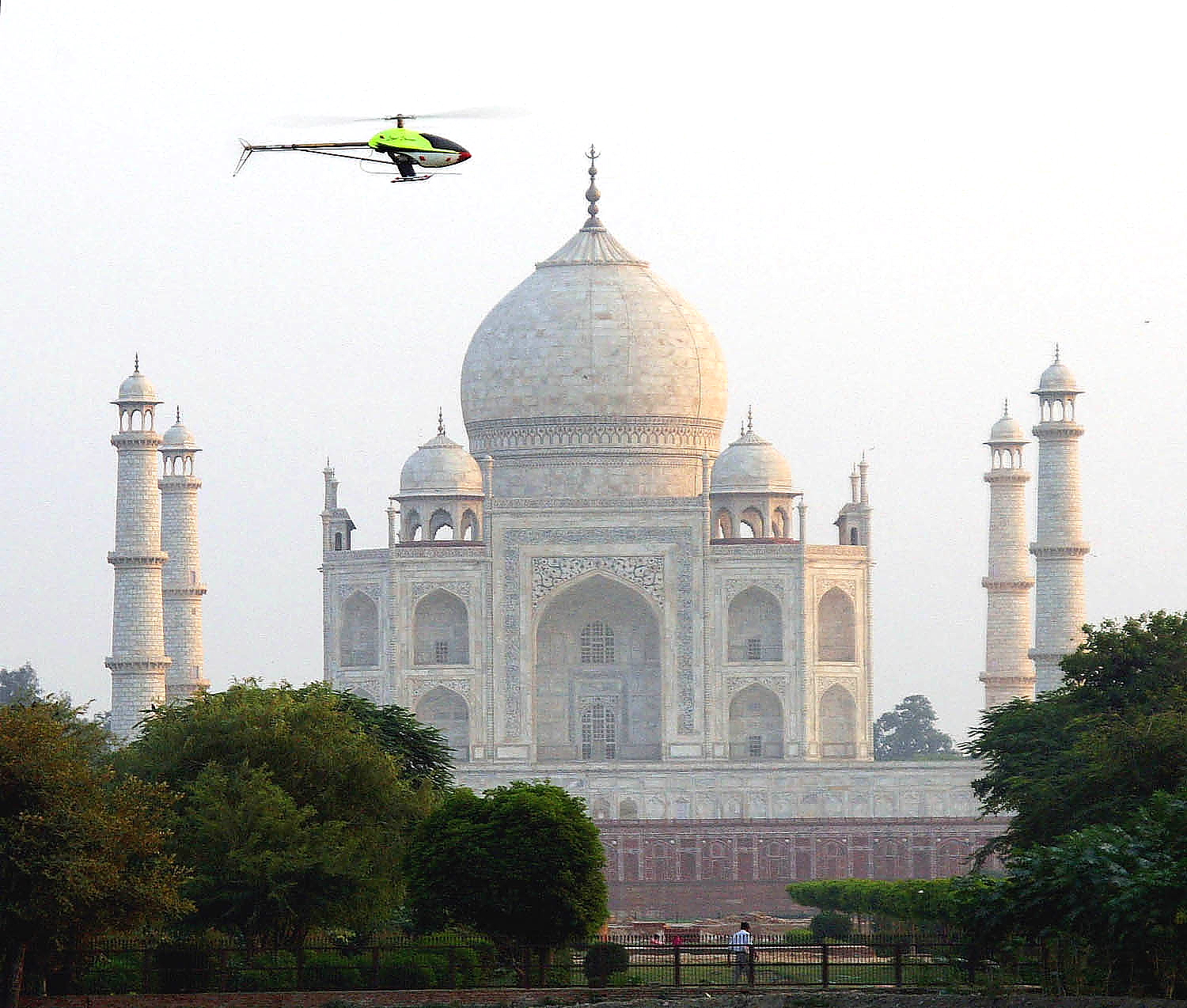
Der Heli vor dem indischen Taj Mahal

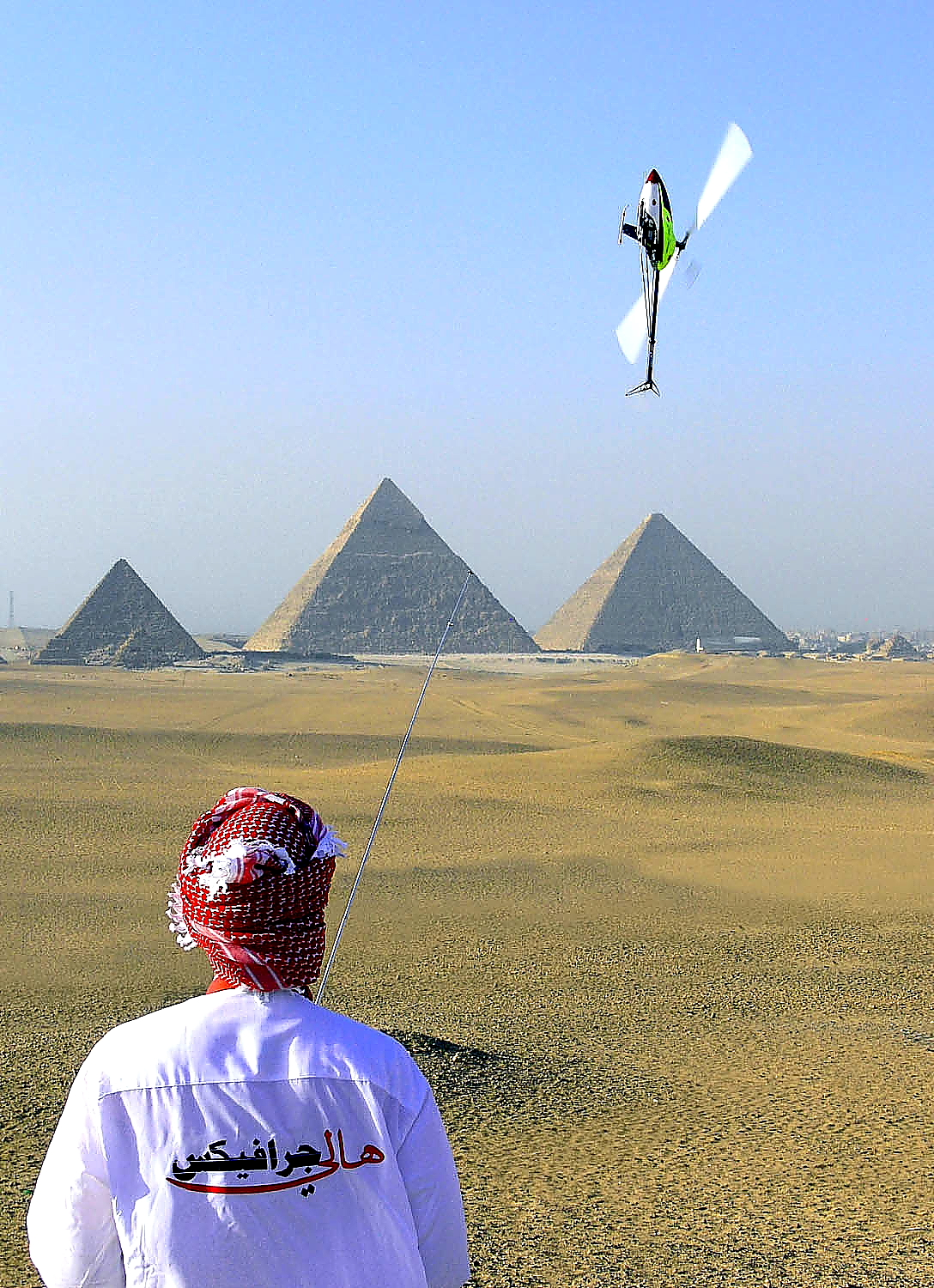
Tobias U. Wagner demonstriert verschiedene Flugmanöver vor den ägyptischen Pyramiden von Gizeh

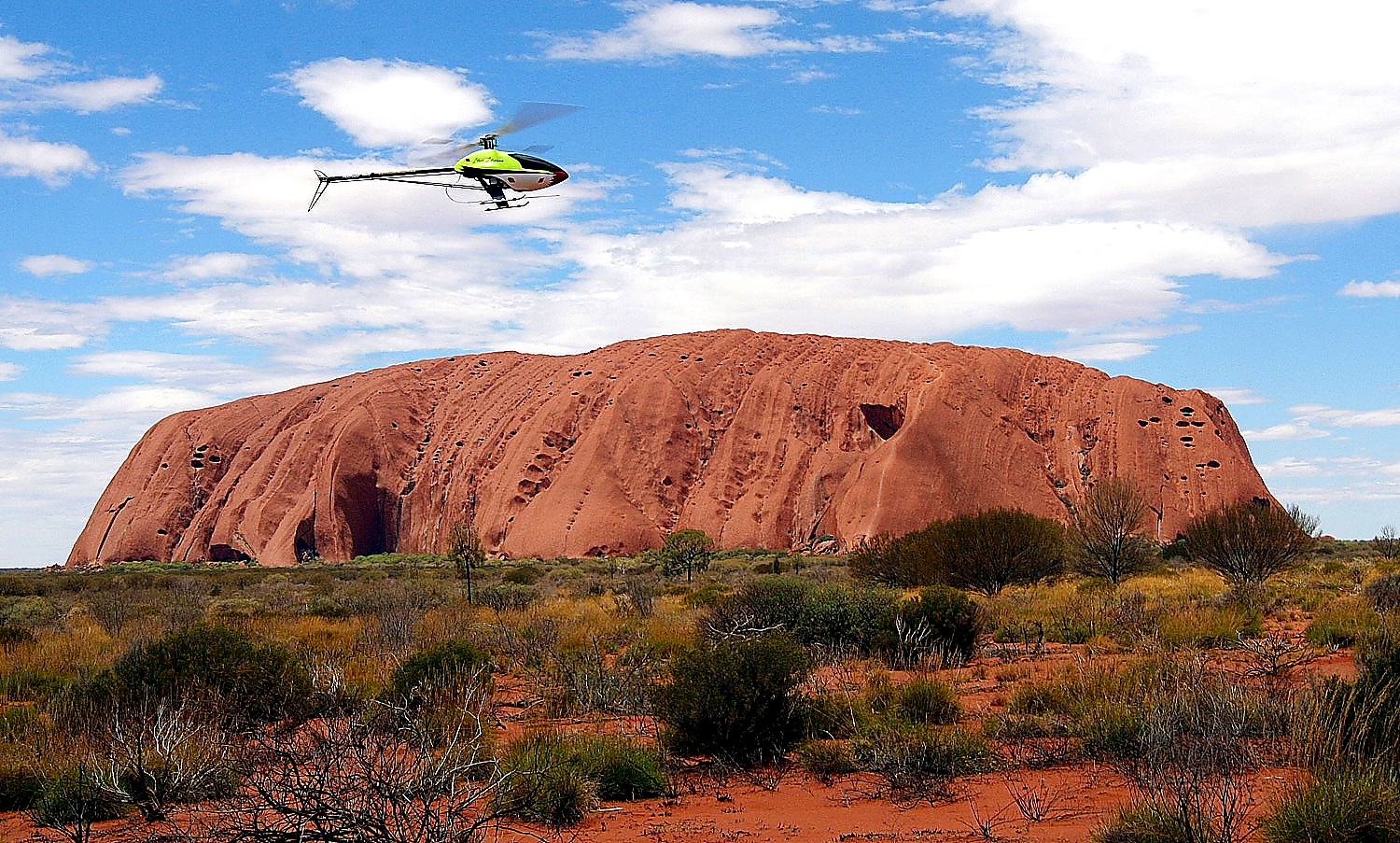
Schwebeflug vor dem Ayers Rock in Australien

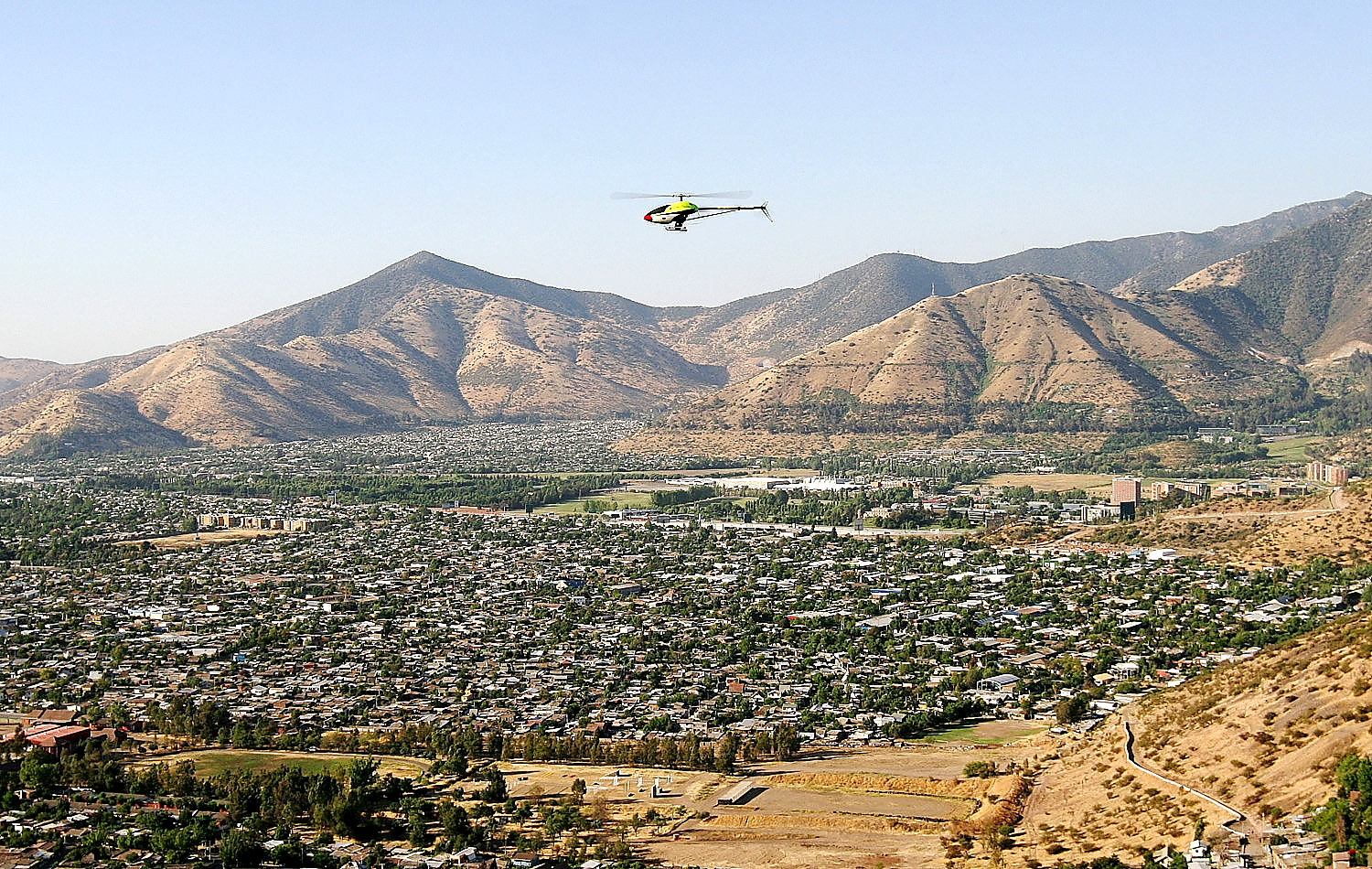
Panoramaflug vor Santiago de Chile

Tatsächlich erfolgten an nachfolgenden Orten (Auswahl) noch weitere Drehversuche, die aber aufgrund technischer, witterungs- oder sicherheitsbedingter Umstände abgebrochen werden mussten oder aus filmischen Gründen nicht in den Film aufgenommen wurden:

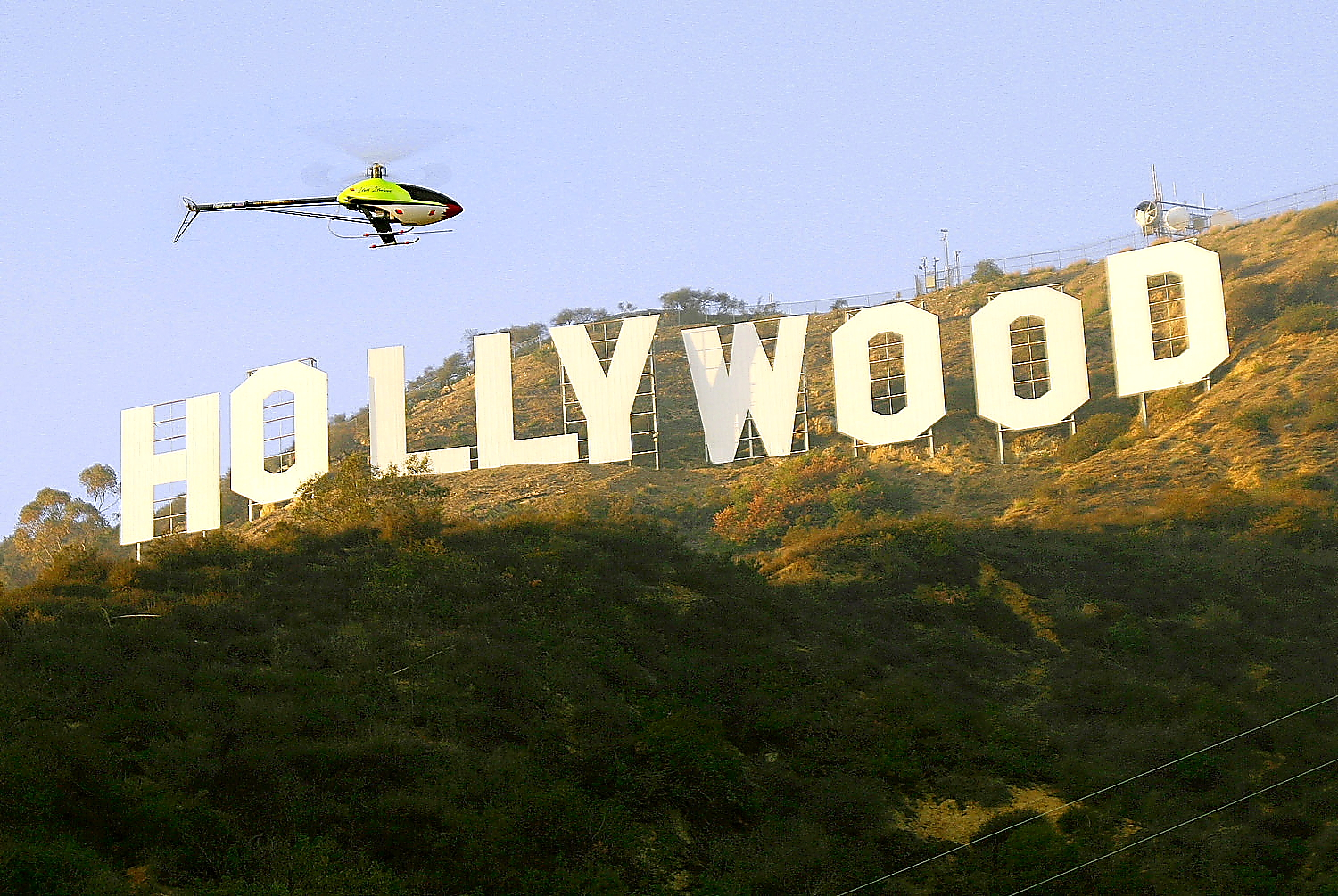
Einer der zusätzlichen Drehorte (hier: Hollywood), die jedoch im Film keinen Platz fanden

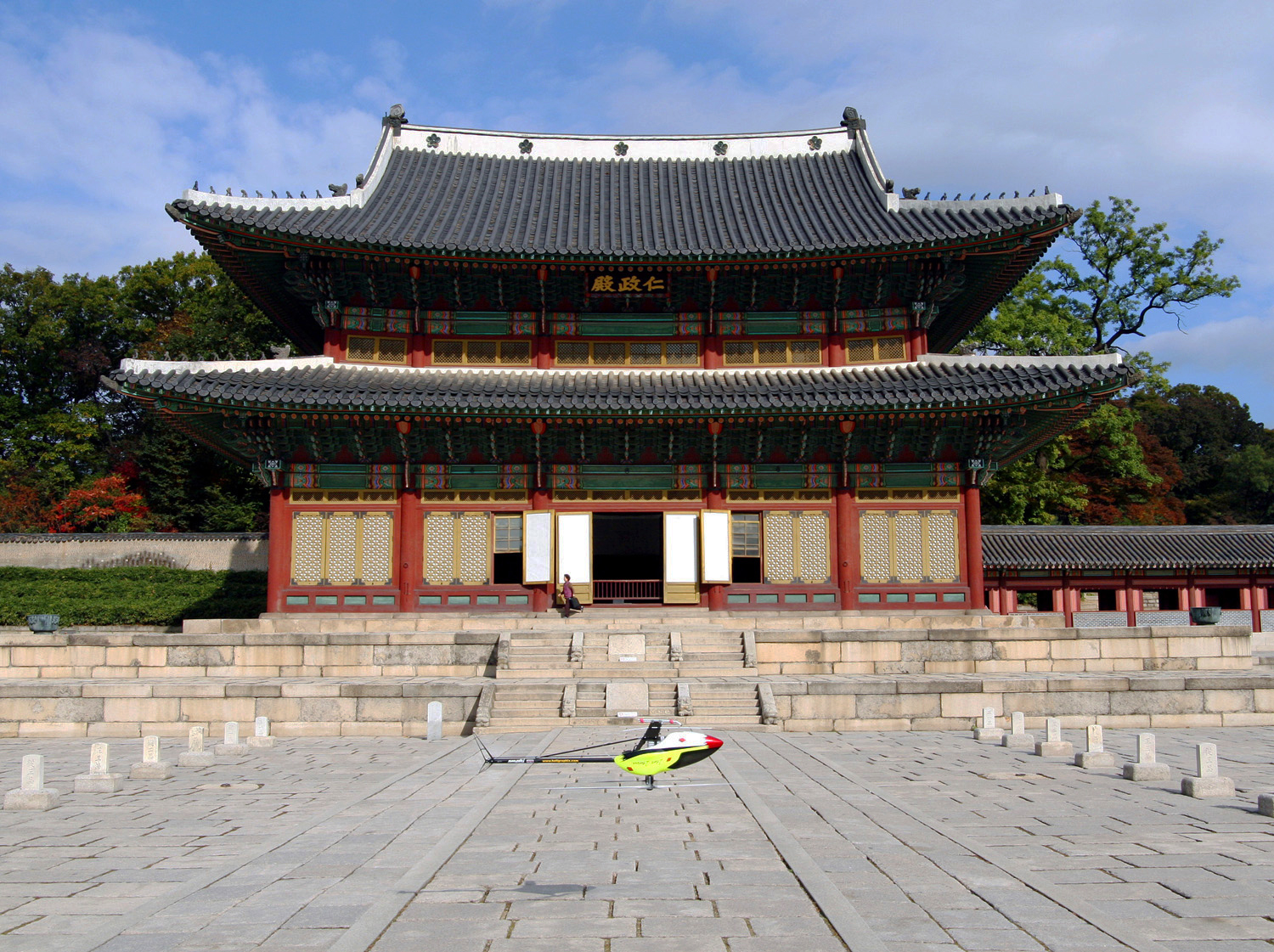
Am UNESCO-Weltkulturerbe Changdeokgung war lediglich ein Zeitfenster von 2 min. vorhanden – zu wenig für ein Take

| Land                   | Stadt/Provinz/Örtlichkeit | Sehenswürdigkeit               |
| Vereinigte Staaten     | Los Angeles               | Hollywood Sign                 |
| Ägypten                | Luxor                     | Nil und Luxor-Tempel           |
| Ägypten                | Fayyum                    | Oase                           |
| Ägypten                | Hurghada                  | Rotes Meer                     |
| Südkorea               | Seoul                     | Changdeokgung-Palast           |
| Österreich             | Wien                      | Wiener Prater                  |
| Vereinigtes Königreich | Salisbury                 | Kathedrale von Salisbury       |
| Schweden               | Ekerö                     | Schloss Drottningholm          |
| Schweden               | Vindeln                   | Stromschnellen des Vindelälven |
| Frankreich             | Paris                     | Louvre                         |
| Finnland               | Nokia                     | Nokia-Haus                     |

### Produktionsnotizen
Unterstützung erfuhren Tobias U. Wagner und Saskia D. Oehmichen in ihrem Filmprojekt durch insgesamt 80 im Ausland und in Deutschland ansässige Helfer, die es ihnen ermöglichten, in die Nähe der zu filmenden Objekte zu gelangen, Orientierungshilfen vor Ort zu empfangen und logistische Probleme zu bewältigen. Darüber hinaus waren Wagner und Oehmichen an der überwiegenden Anzahl von Örtlichkeiten jedoch auf sich alleine gestellt.
Da der Zeitrahmen für die Filmaufnahmen äußerst eng gesteckt war und die Filmcrew an den Drehorten oder auf dem Weg dorthin teilweise nur in Minimalbesetzung auflaufen konnte, waren die Dreharbeiten teils von besonders erschwerenden Umständen und Rückschlägen geprägt:
Für die kulturübergreifende Arbeit vor Ort galt es neben einer Fülle logistischer, technischer und administrativer auch viele landesspezifische Herausforderungen zu bewältigen.
So war es oft beschwerlich, im Zeitalter von medientechnisch aufbereiteter "Terror-Hysterie" mit einem rechtlich der bemannten Luftfahrt gleichgestellten Fluggerät einzureisen und an frequentierten öffentlichen Plätzen weltweit aufzusteigen.
Es kristallisierte sich sowohl bei der Einreise als auch bei den Flugversuchen sehr schnell heraus, dass das Problem weniger die R/C-Technik, sondern die potenzielle Möglichkeit, mit dem Heli Luftaufnahmen zu machen und damit militärische Einrichtungen filmen zu können, generell ein sehr heikles Thema war und somit viel Verhandlungsgeschick und unkonventionelles Vorgehen erforderte.
Neben dem Filmequipment und einer reisetechnischen Basisausrüstung galt es somit einen elektrisch betriebenen High-End-Helikopter (1,60 m Rotordurchmesser, 5 kg Gewicht, Motorleistung 3 PS, bis zu 200 km/h schnell) samt Fernsteuerung, Akkutechnik und Ladeequipment in fremde Länder einzuführen. Das Gesamtgepäck belief sich auf 80 kg, davon machten rund 60 kg technisches Gerät aus.
Auch das Fliegen und Filmen an den Wahrzeichen des jeweiligen Landes war aus den gleichen Gründen nicht weniger kritisch und rief teilweise bewaffnete Sicherheitskräfte auf den Plan, die einen Flug- und Filmstopp erzwangen, entweder generell oder mindestens bis die jeweiligen Umstände des Fluges geklärt waren.
Auch aus fliegerischer Sicht waren an das Filmprojekt hohe Ansprüche geknüpft:
An den steuernden Piloten werden generell hohe sensomotorische Anforderungen sowie Konzentrations- und Reaktionsvermögen gestellt, da natürliche Hindernisse in der geplanten Flugbahn, Sichthindernisse beim Lenken, blendendes Sonnenlicht, genügend Sicherheitsfreiraum für eine mögliche Notlandung sowie wechselnde Winde und Thermiken stets beachtet werden mussten. Zusätzlich herrschte zumeist ein großer Zeitdruck für die Aufnahmen und die Möglichkeit der Wiederholung war in vielen Fällen nicht gegeben. Insgesamt sollte der Hubschrauber stets möglichst so in Szene gesetzt werden, dass er in einem ausgewogenen Verhältnis zum filmischen Hintergrund stand und die szenengerechte Abbildung desselben ermöglichte.
Weitere Projekterschwernisse kamen durch strikte Flugverbote rund um bestimmte Örtlichkeiten zum Tragen, so dass filmische Alternativen vor Ort gefunden werden mussten.
Eine Vielzahl technischer Probleme sowie die für die Film- und Hubschraubertechnik schädliche hohe Luftfeuchtigkeit (Panama-Kanal) oder stetiger Wassernebel (Niagara-Fälle) prägten die Dreharbeiten ebenso wie ein unmittelbar vorangegangener Terroranschlag in Ajmer (Indien), Probleme und Missverständnisse mit lokalen Behörden sowie eine versuchte Taxi-Entführung des Drehteams in Delhi.
Diese Gesamtumstände führten dann auch dazu, dass keine beliebige Anzahl an Takes gemacht werden konnte, sondern teilweise nur ein einziger, zumeist kurzer Filmversuch pro Örtlichkeit möglich war.
Da es kein Drehbuch im klassischen Sinne gab und die Drehorte in der Regel erst kurz vor Beginn der Filmarbeiten in Augenschein genommen werden konnten, erwuchs auch erst vor Ort ein finales Dreh- und Flugkonzept, das dem zu filmenden Thema gerecht werden sollte.
In zwei Drittel aller Fälle wurden die Flugmanöver genau besprochen und so gewählt, dass sie sowohl dem Fluggelände wie auch dem abzubildenden Objekt gerecht wurden und in einen harmonischen, auch von den Größenverhältnissen her passenden Zusammenhang gesetzt wurden. Die Flugfiguren wurden dabei so oft wie möglich wiederholt, bis die Komposition stimmig war oder die Filmaufnahmen aufgrund äußerer Einflüsse abgebrochen werden mussten.
In Sankt Petersburg kollidierte der Hubschrauber im Flug mit einem Stahlseil und stürzte in einen Kanal, so dass die Dreharbeiten an dieser Stelle pausieren mussten. In Jaipur berührte der Hubschrauber eine Betonwand und nahm flugrelevanten Schaden, so dass auch hier aufwändig entsprechende Ersatzteile über das Basisteam aus Deutschland und der Schweiz per Kurierpost nachgeführt werden mussten.
In Indien war das Projekt World Scenic Flights offenbar so ungewöhnlich und spektakulär, dass die Dreharbeiten durch das staatliche Fernsehen sowie die überregionale Presse begleitet und dann im Rahmen einer entsprechenden Berichterstattung über das jeweilige Medium einem Millionenpublikum zugänglich gemacht wurden. Diese Berichterstattung beeinflusste dann auch in positiver Weise die Aufnahmen vor dem Taj Mahal, so dass eine temporäre Aufstiegs- und Filmerlaubnis erwirkt werden konnte.

### Produktionstechnik

#### Filmtechnik
Das Produktionsteam musste aufgrund der Platz- und Gewichtsbeschränkungen auf dem kontinuierlichen Flug um die Welt auf eine minimale Filmausrüstung zurückgreifen, die in der Regel für ebenerdige Aufnahmen aus der Stehperspektive ausgelegt war. Teilweise musste das Equipment über weite Strecken zusammen mit der Hubschrauber- und Fernlenktechnik im Fußmarsch (China) oder auf Lasttieren (Ägypten) zu den Drehorten transportiert werden. Darüber hinaus war auch das eigene Sicherheitsbedürfnis ein Grund, die Filmausrüstung möglichst klein und unauffällig zu halten. Oehmichen filmte die Sequenzen daher mit einer High-End-DV-Videokamera. Diese wurde an machen Orten (z. B. Teotihuacan, Mexiko) bereits als professionelles Equipment eingestuft und eine Drehgenehmigung erst nach aufwändigen Verhandlungen erteilt.
Vor Ort tätige Sicherheitsorgane oder Sicherheitsbestimmungen sowie örtliche Gegebenheiten schränkten dabei die Kameraarbeit und filmischen Möglichkeiten erheblich ein.
Selbst bei freien Flugmöglichkeiten vor Ort brachte die Maßgabe, den Hubschrauber stimmig zum Hintergrund in Szene zu setzen, erhebliche Beschränkungen in der freien Bildausschnittwahl und Kameraposition mit sich, so dass eine klassische Kameraarbeit nach rein filmischen Aspekten (freie Perspektivenwahl, freie Örtlichkeitswahl, freie Distanzwahl, freie Ausschnittswahl) auf dieses Filmprojekt nicht anwendbar war. Gewissermaßen hat die Vielzahl an äußeren Faktoren die filmischen Einstellungen diktiert.

## DVD-Veröffentlichung
Die Erstveröffentlichung von World Scenic Flights erfolgte im Mai 2008 als frei herunterladbarer Film auf der Internetpräsenz des Film- und Stunteams HeliGraphix sowie im Videoportal YouTube. In der Folgezeit stellten zahlreiche Anhänger die Datei auch auf ihren eigenen Servern online.
World Scenic Flights erschien darüber hinaus als Direct-to-Video-Produktion in Form eines Zusatzfeatures auf der Stunt-DVD "Empire of Madness" (November 2008).

## Marketing
Da der Film nicht-kommerziell ausgerichtet ist, fand auch keine Eigenwerbung für eine Vermarktung statt. Die zahlreichen Geschehnisse rund um die Filmaufnahmen und Drehorte wurden im Rahmen eines Live-Blogs kommentiert, der unter anderem im Flugzeug auf dem Weg zu den nächsten Drehorten gepflegt wurde. Parallel dazu fand eine ebenfalls von den Produzenten verfasste Berichterstattung in der bundesweit erscheinenden Hubschrauberfachzeitschrift ROTOR statt. Des Weiteren wurden die Filmemacher im Rahmen von zwei Radiosendungen (Ende 2008 und Mitte 2009) bei RPR1 jeweils zu ihren Erlebnissen befragt, so dass sich diese Ereignisse unter "Marketing" im weitesten Sinne fassen lassen.

## Soundtrack
Der Filmsoundtrack "Global Explorer" wurde in einem vierwöchigen Arbeitsprozess in den Tidalwave-Studios von Patrick Damiani komponiert und arrangiert. Die Filmproduzenten probierten dabei zunächst modernere Kompositionen aus, die aber dem unterschiedlichen Tempowechsel der Bilder nicht harmonisch folgen konnten, so dass man sich schließlich für ein grundsätzlich klassisches Arrangement entschied, das durch einige moderne Musikelemente ergänzt wurde. Die Filmmusik "Global Explorer" unterstützt dabei das Zusammenspiel der beiden visuellen Aspekte "Hubschrauberflug" und "weltbekannte Kulisse", gibt den Bildern einen passenden Rhythmus und schlägt zudem einen kulturellen Bogen zu den filmischen Inhalten, indem in bestimmten Sequenzen ethnische Musikelemente (Didgeridoos, arabische Nāys, koreanische Haegeums, chinesische Erhus und Qins) in das musikalische Hauptthema einbezogen wurden. So "tanzt" denn auch der Hubschrauber im Takt eines Wiener Walzers vor dem Wiener Schloss Belvedere durch die Luft oder gleitet zu traditioneller chinesischer Musik entlang der Chinesischen Mauer.

## Auszeichnungen
Die Schwierigkeit mit dem Film überhaupt bei einem Filmfestival antreten zu können, bestand darin, dass das Projekt viele kategorische Aspekte (Action, Abenteuer) in sich vereinte, sich aber dennoch nicht eindeutig einem bestimmten Filmgenre zuordnen ließ. Andere Produktionen, die eindeutig einer Kategorie zugewiesen werden können, haben es somit auch grundsätzlich einfacher, eine Bewertung zu erfahren und mit anderen Produktionen verglichen zu werden.
World Scenic Flights wurde dennoch auf mehreren Film-Festivals gezeigt und nominiert und erhielt auf dem
SILA FEST 2009 (Silver Lake Filmfestival) den
- Blue Danube Award Special Approach

sowie auf dem
MEXICO INTERNATIONAL FILM FESTIVAL 2010 den
- Bronze Palm Award